# Styringomyia leucoplagia
Styringomyia leucoplagia is een tweevleugelige uit de familie steltmuggen (Limoniidae). De soort komt voor in het Afrotropisch gebied.